# Euphaedra margueriteae
Euphaedra margueriteae är en fjärilsart som beskrevs av Jacques Hecq 1978. Euphaedra margueriteae ingår i släktet Euphaedra och familjen praktfjärilar. Inga underarter finns listade i Catalogue of Life.